# Neurostrota pithecolobiella
Neurostrota pithecolobiella är en fjärilsart som beskrevs av August Busck 1934. Neurostrota pithecolobiella ingår i släktet Neurostrota och familjen styltmalar.
Artens utbredningsområde är Kuba. Inga underarter finns listade i Catalogue of Life.